# 요겐프르츠

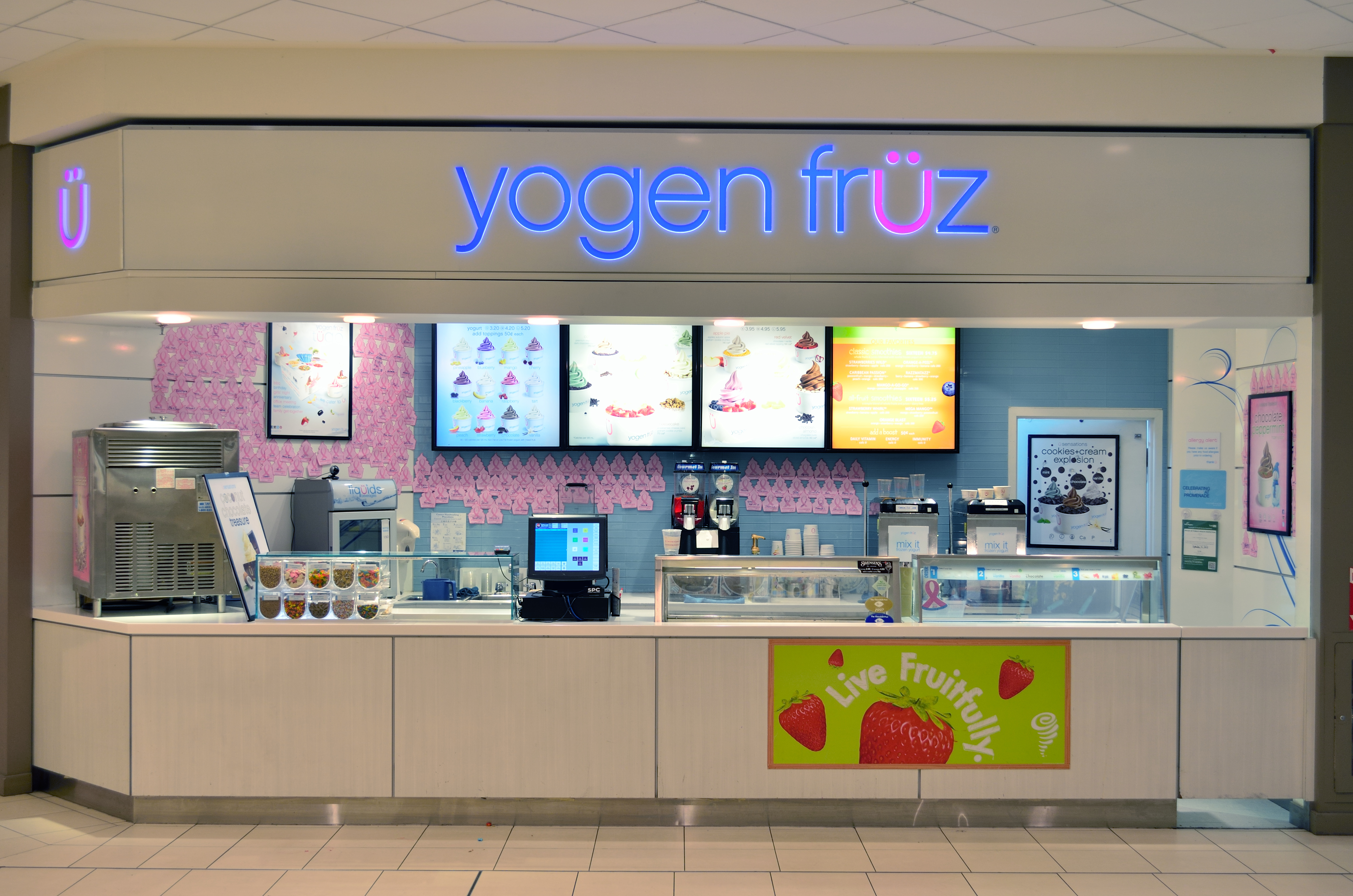
온타리오주에 있는 요겐프르츠

요겐프르츠(Yogen Früz)는 캐나다 온타리오주에 본사를 두고 있는 아이스크림 전문 체인점이다. 이 브랜드는 1986년에 마이클 세루야(Michael Serruya)와 에런 세루야(Aaron Serruya) 형제에 의해 설립되었으며, 현재 46개국 1,400여개의 매장을 운영하고 있다.